# Сембалун
Сембалу́н (індонез. Sembalun) — один з 20 районів округу Східний Ломбок провінції Західна Південно-Східна Нуса у складі Індонезії. Розташований у північній частині. Адміністративний центр — село Сембалун-Лаванг.
Населення — 19051 осіб (2012; 18974 в 2011, 18786 в 2010, 18453 в 2009, 18209 в 2008).

## Адміністративний поділ
До складу району входять 4 села:
| Населений пункт        | Населення, осіб (2010) |
| ---------------------- | ---------------------- |
| Білок-Петунг, село     | 2380                   |
| Саджанг, село          | 3043                   |
| Сембалун-Бумбунг, село | 5779                   |
| Сембалун-Лаванг, село  | 7584                   |